# Susesch Bayat

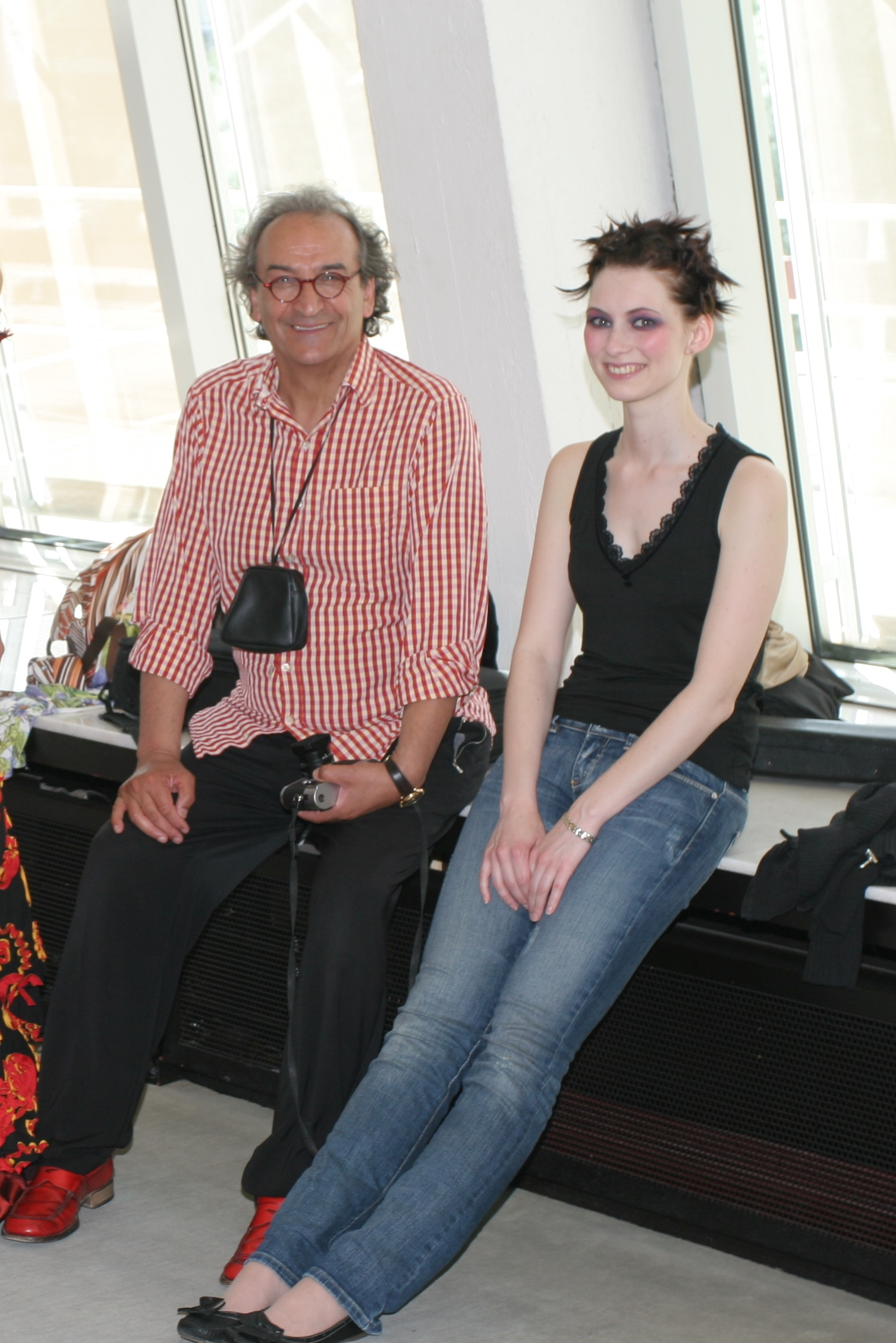
Susesch Bayat (links) bei einer Fotosession in der Berliner Philharmonie (2008).

Susesch Bayat (* 10. Mai 1940 im Iran) ist ein iranischer Fotograf.

## Leben
Bayat zog im Alter von 6 Jahren mit seiner Mutter und den Geschwistern in die Schweiz an den Zürichsee um. Nach Schulzeit und Matura im Internat in Zug ging er nach Frankfurt am Main, arbeitete zunächst auf dem Bau und studierte nach einem Jahr Praktikum zwei Semester Architektur in Darmstadt. 
Als er realisierte, dass sein Interesse eher dem Film als der Architektur galt, ging er 1961 nach Berlin, wo er ein Jahr Praktikum im Film-Kopierwerk absolvierte, um anschließend an der Akademie für Graphik, Werbung und Fotografie (heute Universität der Künste) zu studieren.
Im Juli 1965 versuchte er nach Ausbildung und Studium, Fuß zu fassen, was zunächst nicht einfach war. So hielt er die inzwischen gegründete Familie mit Gelegenheitsjobs und kleinen Aufträgen über Wasser. Inzwischen hatte er seine Leidenschaft für die Fotografie entdeckt und widmete sich zunächst besonders der Frauenfotografie. In diversen Beiträgen in Fotofachzeitschriften und der Berliner Tagespresse ebenso wie für Taschenbuchcover fanden diese Fotos Beachtung.
Anlässlich eines nicht angemeldeten Vorsprechens bei der Deutschen Grammophon in Hamburg wurde der Chef der Klassikabteilung und die damalige „graue Eminenz“ Pali Meller Marcovicz auf Susesch Bayats Fotoarbeiten aufmerksam. Es ergab sich eine jahrzehntelange Zusammenarbeit für DG, CBS, SONY, EMI, Teldec und Polygram. In dieser Zeit entstanden ca. 1.000 Platten- und CD-Cover überwiegend und mit fast allen internationalen Stars im Bereich der klassischen Musik, wie Leonard Bernstein, Herbert von Karajan, Daniel Barenboim, Claudio Abbado, Zubin Mehta, Lorin Maazel, Dietrich Fischer-Dieskau, Anne Sophie Mutter, Martha Argerich, Ivo Pogorelich, Krystian Zimerman usw. 
Bei Aufträgen für die Autoindustrie (VW, Mercedes, BMW) stellte Susesch Bayat seine Vielseitigkeit unter Beweis. Seine ganz besondere Leidenschaft galt auch den Weinlandschaften und Champagnerhäusern im In- und Ausland. Davon zeugen zahlreiche Dokumentationen in diversen Lifestyle-Magazinen.
Sein unermüdliches Suchen nach neuen Ideen und Projekten schlug sich in diversen teilweise ausgearbeiteten Projektangeboten an die Autoindustrie und andere nieder, in die er viel Kreativität und Arbeit gesteckt hatte. 
In den letzten Jahren widmete sich Susesch Bayat wieder mehr dem Film. So entstanden diverse Kurzreportagen, die zumeist von seinem Interesse für architektonische Meisterwerke wie Museen und Musiksäle zeugen, aber auch häufig das Augenmerk auf Künstler und Musiker lenken, die von Susesch Bayat auf seinen zahlreichen Reisen wie nebenbei quasi entdeckt wurden. 
Susesch Bayat lebt in Berlin.